# Ipotești (gmina w okręgu Suczawa)
Ipotești – gmina w Rumunii, w okręgu Suczawa. Obejmuje miejscowości Ipotești, Lisaura i Tișăuți. W 2011 roku liczyła 5635 mieszkańców.